# Canvi (filosofia)
El canvi és l'alteració d'un ésser o de la realitat, la modificació dels seus atributs. Hi ha dos debats filosòfics que tracten amb el canvi: el primer és si el canvi es produeix en la realitat o és només aparença. I el segon és que, si s'accepta el canvi, com es pot mantenir la identitat?

## Canvi o permanència
Parmènides va afirmar que el canvi era pura aparença però que no es produïa en la dimensió ontològica, en l'ésser. Si l'ésser canviés, deixaria de ser ésser i passaria a ser, per definició no-ésser, la qual cosa és un absurd per a la lògica (l'ésser no pot ser no ésser) i, per tant, impossible que existeixi. Els sentits corporals poden enganyar la percepció i fer creure la persona que les coses canvien (les persones creixen, els cossos es mouen, el temps passa...) però això no afecta a la part profunda de l'existència, a la realitat, que només es copsa amb la raó. Plató, entre d'altres, va recollir aquesta manera de pensar.
A l'extrem oposat es troba Heràclit, qui afirma que l'única realitat és el canvi, que expressa en el cèlebre aforisme "panta rei" (tot flueix). La permanència és una pura il·lusió dels sentits, fet que il·lustra amb la imatge d'una persona que va a banyar-se en el riu. Al següent bany serà una altra persona (haurà crescut, madurat) i també el riu serà un altre perquè l'aigua no s'atura. Determinats canvis són molt lents o imperceptibles, com el procés d'envelliment, però constants. Però els éssers humans admeten la permanència per conveniència, per no haver de rebutjar conceptes com el jo, que en el fons són abstraccions. Els seguidors de l'empirisme o del nominalisme van seguir aquesta línia de pensament.

## Canvi i identitat
Aristòtil distingia entre canvis accidentals, corresponents als atributs secundaris d'un ésser, i canvis existencials, que afecten a l'essència d'allò. Per exemple, una taula que es pinti d'un altre color, no deixa de ser una taula, el canvi és superficial, afecta només a una característica, el color, que no la defineix en tant que taula. Per contra, si es trenca i es fan serradures, deixa de ser una taula.
Els límits entre aquests dos tipus de canvis no sempre són evidents. En el cas d'una persona, per exemple, es pot dir que sigui la mateixa en néixer que a l'edat adulta? Leibniz va intentar resoldre aquest problema des del punt de vista de la lògica, dient que dues entitats són la mateixa, tenen equivalència o identitat, si comparteixen les propietats de manera que el que es pugui afirmar de la primera es pugui afirmar de la segona sense faltar a la veritat.
Altres pensadors afirmen que la noció de canvi es lliga al temps i, per tant, la definició d'un ésser només es pot fer especificant quan s'esdevé (perdurantisme), en un apropament similar al de Martin Heidegger. Sense que passi el temps no es pot percebre el canvi, ja que no hi ha separació entre els dos estats (l'anterior i el nou, després de la mutació). Per definir un objecte o concepte, s'enuncien llavors les seves propietats en un moment donat, ja que si s'esdevé un canvi, la definició pot veure's alterada.